# Храм (оповідання)
«Храм» (англ. The Temple) — фантастичне оповідання Говарда Лавкрафта про мимовільну подорож німецького капітан-лейтенанта Карла Генріха графа фон Альтберг-Еренштайна в Атлантиду на підводному човні U-29, написане в 1920.

## Сюжет
Оповідання подається як нотатки, знайдені в морі, написані німцем Карлом Генріхом, капітаном-лейтенантом підводного човна U-29. Після затоплення британського торгового судна «Вікторія» один член екіпажу забирає на борт U-29 дивну статуетку. При цьому спостерігається дивне явище — трупи замість тонути, пливуть за нападниками. Після цього команда поступово божеволіє, а з часом стається аварія, в результаті якої човен втрачає навігаційне обладнання. Частина людей при цьому загадковим чином зникає. На шляху трапляється американський корабель, серед німців стається заколот — частина хоче здатися і їх убивають.
Починається шторм, тож човен доводиться занурити в глибини. На U-29 залишається тільки Карл Генріх і божевільний Кленце, котрий зберігає статуетку. U-29 опиняється біля дна, де вони бачать руїни міста та розуміють, що знайшли Атлантиду. Кленце вчиняє самогубство через голоси, котрі кличуть його в море. В центрі міста виявляється храм, барельєфи якого зображають поклоніння сяйливому божеству, яке зображала і статуетка з «Вікторії». На човні виходить з ладу живлення, а з храму лине дивний спів і світло. Карл розуміє, що не може врятуватися, але перед смертю вирішує дізнатися таємницю храму. Він записує свої пригоди, запечатує їх у пляшці та випускає на поверхню. Одягнувши водолазний костюм, Карл вирушає до храму.